# Nekrolog September 2003
Nekrolog
◄◄
| ◄
| 1999
| 2000
| 2001
| 2002
| 2003 | 2004 | 2005 | 2006 | 2007 | ► | ►►
Januar |
Februar |
März |
April |
Mai |
Juni |
Juli |
August |
September |
Oktober |
November |
Dezember 2003
Weitere Ereignisse | Allgemeiner Nekrolog 2003
Die Beschreibung der verstorbenen Person sollte so kurz wie möglich gehalten sein und nur deren signifikante Tätigkeit(en) enthalten.
Neue Namen ggf. auch unter dem Geburts- und Sterbedatum, also etwa unter 1. Januar und im Geburts- und Sterbejahr (2024) eintragen (nur bei entsprechender großer Wichtigkeit). Für Beispiele siehe die schon vorhandenen Artikel.
Außerdem über die fünf zuletzt Verstorbenen, zu denen es einen ausreichend guten Artikel für eine Präsentation auf der Hauptseite gibt, nach der todesbedingten Überarbeitung der Artikel ggf. auch unter Wikipedia Diskussion:Hauptseite informieren und sie am besten auch in den anderen Wikipedia-Sprachversionen eintragen. Tipp: Regelmäßig bei news.google.de nach „ist tot“, „gestorben“ oder „verstorben“ suchen.
Wenn eine Person gestorben ist, gibt es viele Seiten zu dieser Person in der Wikipedia, die davon auch betroffen sind und entsprechend aktualisiert werden müssen. Beispiele: Namenübersichtsseite, Geburtsjahr, Geburtsort-Seiten und viele mehr.
Wie finde ich die betroffenen Seiten?
Im Suchfeld auf der linken Seite gibt man den Suchbegriff so ein: „Vorname Nachname“. Dann klickt man auf Volltext und alle Seiten mit entsprechendem Suchtext werden aufgerufen. Hier sieht man dann schnell, wo auch das Todesjahr Sinn macht oder sogar ein Teil des Artikels angepasst werden muss. Auch hilft das „Werkzeug“ auf der linken Seite sehr gut, um solche Seiten aufzufinden: „Links auf diese Seite“. Somit ist die Wikipedia wieder aktuell in allen Bereichen! Hinweis: bei Eintragung der Kategorie „Gestorben JAHR“ wird der Missbrauchsfilter 49 ausgelöst, was jedoch nicht schlimm ist. Siehe: Spezial:Missbrauchsfilter/49
Dies ist eine Liste von im September 2003 verstorbenen bekannten Persönlichkeiten. Die Einträge erfolgen innerhalb der einzelnen Daten alphabetisch sortiert. Tiere sind im Nekrolog für Tiere zu finden.

## September
| Tag           | Name                                           | Beruf, bekannt als                                                                                              | Alter | Beleg |
| ------------- | ---------------------------------------------- | --- | ----- | ----- |
| 1. September  | Rand Brooks                                    | US-amerikanischer Schauspieler                                                                                  | 84    |       |
| 1. September  | Karl Egger                                     | italienischer römisch-katholischer Priester, Neulateiner und neulateinischer Philologe (Südtirol)               | 89    |       |
| 1. September  | Terry Frost                                    | britischer Künstler                                                                                             | 87    |       |
| 1. September  | Stephan Graf Vitzthum                          | deutscher Rechtsanwalt und Honorarprofessor                                                                     | 63    |       |
| 1. September  | Sten G. Halfvarson                             | US-amerikanischer Musikpädagoge und Chorleiter                                                                  | 88    |       |
| 1. September  | Klara Hattermann                               | deutsche anthroposophische Pädagogin                                                                            | 94    |       |
| 1. September  | Rainer Malkowski                               | deutscher Dichter, vor allem Lyriker                                                                            | 63    |       |
| 1. September  | Kazuo Nakanishi                                | japanischer Yakuza und Anführer von Yamaguchi-gumi                                                              | 80    |       |
| 1. September  | Ramón Serrano Súñer                            | spanischer Politiker                                                                                            | 101   |       |
| 1. September  | Jack Smight                                    | US-amerikanischer Regisseur                                                                                     | 78    |       |
| 1. September  | Herbert Stracke                                | deutscher Ingenieur                                                                                             | 68    |       |
| 1. September  | Mildred Thompson                               | US-amerikanische Bildende Künstlerin                                                                            | 67    |       |
| 1. September  | Hans-Günther Weber                             | deutscher Oberstadtdirektor                                                                                     | 87    |       |
| 1. September  | Irma Weiland                                   | deutsche Malerin und Zeichnerin                                                                                 | 95    |       |
| 2. September  | Heinz Handke                                   | deutscher Militär, Offizier der NVA                                                                             | 76    |       |
| 2. September  | Henry Joseph Kennedy                           | australischer Priester, Bischof von Armidale                                                                    | 88    |       |
| 2. September  | Nestor Sanchez                                 | US-amerikanischer Salsa-Sänger                                                                                  | 53    |       |
| 2. September  | Benno Thorsch                                  | deutscher Unternehmer                                                                                           | 105   |       |
| 3. September  | Vittorio Maria Costantini                      | italienischer Geistlicher, katholischer Bischof von Grosseto                                                    | 97    |       |
| 3. September  | Alan Dugan                                     | US-amerikanischer Dichter und Hochschullehrer                                                                   | 80    |       |
| 3. September  | Paul Jennings Hill                             | US-amerikanischer christlicher Extremist und Mörder                                                             | 49    |       |
| 3. September  | Carl Hochstöger                                | österreichischer Apothekerfunktionär sowie Präsident der Tiroler Apothekerkammer                                | 72    |       |
| 3. September  | Rudolf Leiding                                 | deutscher Manager                                                                                               | 88    |       |
| 3. September  | Ute Mora                                       | deutsche Schauspielerin                                                                                         | 58    |       |
| 3. September  | Ni Zhengyu                                     | chinesischer Jurist und Richter am Internationalen Gerichtshof                                                  | 97    |       |
| 3. September  | Marianne Rousselle                             | deutsche Bildhauerin und Malerin                                                                                | 83    |       |
| 4. September  | Lola Bobesco                                   | belgische Geigerin rumänischer Herkunft                                                                         | 82    |       |
| 4. September  | Susan Chilcott                                 | britische Sopranistin                                                                                           | 40    |       |
| 4. September  | Charles A. Gabriel                             | US-amerikanischer General der United States Air Force                                                           | 75    |       |
| 4. September  | Oliver Herrmann                                | deutscher Fotograf, Film- und Theaterregisseur                                                                  | 40    |       |
| 4. September  | Käthe Limbach                                  | deutsche Widerstandskämpferin gegen den Nationalsozialismus und Mitglied der KPD                                | 88    |       |
| 4. September  | Wolf Rahtjen                                   | deutscher Hörspielsprecher, Regisseur, Schauspieler, Synchronsprecher und Autor                                 | 80    |       |
| 4. September  | David P. Robbins                               | US-amerikanischer Mathematiker                                                                                  | 61    |       |
| 4. September  | Hans Joachim Schulze                           | deutscher Kolloidchemiker                                                                                       | 64    |       |
| 4. September  | Sion Segre Amar                                | italienischer Autor                                                                                             | 93    |       |
| 4. September  | Robert Stupperich                              | deutscher evangelischer Theologe                                                                                | 98    |       |
| 4. September  | Tibor Varga                                    | ungarischer Violinist                                                                                           | 82    |       |
| 5. September  | Yūji Aoki                                      | japanischer Manga-Zeichner                                                                                      | 58    |       |
| 5. September  | Gordon Binkerd                                 | US-amerikanischer Komponist und Musikpädagoge                                                                   | 87    |       |
| 5. September  | Kir Bulytschow                                 | russischer Science-Fiction-Autor                                                                                | 68    |       |
| 5. September  | Heinz Cramer                                   | deutscher Offizier und Flugzeugführer (Wehrmacht, Bundeswehr)                                                   | 92    |       |
| 5. September  | Rudolf Engler                                  | Schweizer Romanist und Sprachwissenschaftler                                                                    | 72    |       |
| 5. September  | Edgar Forschbach                               | deutscher Journalist                                                                                            | 65    |       |
| 5. September  | Veronika Handlgruber                           | österreichische Lyrikerin, Kinder- und Jugendbuchautorin                                                        | 83    |       |
| 5. September  | Otto Hittmair                                  | österreichischer Physiker                                                                                       | 79    |       |
| 5. September  | Milton R. Konvitz                              | US-amerikanischer Rechtswissenschaftler                                                                         | 95    |       |
| 5. September  | Miloš Minić                                    | jugoslawischer Politiker                                                                                        | 89    |       |
| 5. September  | Marc Olden                                     | US-amerikanischer Thrillerautor                                                                                 | 69    |       |
| 5. September  | Kenneth Joseph Povish                          | US-amerikanischer Geistlicher, katholischer Bischof                                                             | 79    |       |
| 5. September  | James Rachels                                  | US-amerikanischer Moralphilosoph an der University of Alabama at Birmingham                                     | 62    |       |
| 5. September  | Alexander Resnikow                             | russischer Mathematiker                                                                                         | 43    |       |
| 5. September  | Herbert Rosenkranz                             | österreichisch-israelischer Historiker                                                                          | 79    |       |
| 05. September | Benny Schnoor                                  | dänischer Radrennfahrer                                                                                         | 80    |       |
| 6. September  | Ari Friðbjörn Guðmundsson                      | isländischer Schwimmer und Skispringer                                                                          | 75    |       |
| 6. September  | Charles Edward Bennett                         | US-amerikanischer Politiker und Abgeordneter                                                                    | 92    |       |
| 6. September  | Marcello Giuseppe Caifano                      | italienisch-US-amerikanischer Mobster                                                                           | 92    |       |
| 6. September  | Jules Engel                                    | ungarisch-US-amerikanischer Maler und Trickfilmer                                                               | 94    |       |
| 6. September  | Karl Grell                                     | österreichischer Komponist und Dirigent                                                                         | 78    |       |
| 6. September  | Maurice Michael Otunga                         | kenianischer Geistlicher, Erzbischof von Nairobi und Kardinal                                                   | 80    |       |
| 6. September  | Louise Platt                                   | US-amerikanische Schauspielerin                                                                                 | 88    |       |
| 6. September  | Adolf Riedl                                    | deutscher Unternehmer                                                                                           | 82    |       |
| 6. September  | Rudolf Rimmel                                  | estnischer Schriftsteller                                                                                       | 66    |       |
| 6. September  | Ernst Schwarz                                  | österreichischer Sinologe, Lyriker, Essayist und Übersetzer                                                     | 87    |       |
| 7. September  | Glauco Capozzoli                               | uruguayischer Maler und Kupferstecher                                                                           | 74    |       |
| 7. September  | Hans-Joachim Körner                            | deutscher Physiker, Hochschullehrer                                                                             | 69    |       |
| 7. September  | Ivan Marghitych                                | ukrainischer Geistlicher, Weihbischof in Mukatschewe                                                            | 82    |       |
| 7. September  | Wolfgang Meng                                  | deutscher Maler und Graphiker                                                                                   | 82    |       |
| 7. September  | Anton Schreiegg                                | deutscher Dichter und Buchautor                                                                                 | 90    |       |
| 7. September  | Heinz-Jürgen Voß                               | deutscher Mathematiker, Professor für Algebra, speziell für Graphentheorie                                      | 65    |       |
| 7. September  | Warren Zevon                                   | US-amerikanischer Rock-’n’-Roll-Musiker und Songwriter                                                          | 56    |       |
| 8. September  | Hedwig Grimm                                   | deutsche Agraringenieurin und Rosenexpertin                                                                     | 93    |       |
| 8. September  | Marc Honegger                                  | französischer Musikwissenschaftler, Musik-Herausgeber und Chorleiter                                            | 77    |       |
| 8. September  | Fritz G. A. Kraemer                            | deutsch-US-amerikanischer Pentagon-Berater                                                                      | 95    |       |
| 8. September  | Jaclyn Linetsky                                | kanadische Schauspielerin                                                                                       | 17    |       |
| 8. September  | Leni Riefenstahl                               | deutsche Filmregisseurin                                                                                        | 101   |       |
| 8. September  | August Vanistendael                            | belgischer Politiker                                                                                            | 86    |       |
| 9. September  | Alfons Barth                                   | Schweizer Architekt                                                                                             | 89    |       |
| 9. September  | Tassilo Broesigke                              | österreichischer Politiker (FPÖ), Landtagsabgeordneter, Rechnungshofspräsident (1980–1992), Abgeordneter zum... | 84    |       |
| 9. September  | Edgar Guggeis                                  | deutscher Perkussionist und Professor für Schlagzeug und Pauke                                                  | 39    |       |
| 9. September  | Ewald Hillermann                               | deutscher Schriftsteller                                                                                        | 97    |       |
| 9. September  | Werner Höcker                                  | deutscher Journalist und ehemaliger Leiter des Studio Bielefeld des WDR                                         | 79    |       |
| 9. September  | Hermann Hofer                                  | österreichischer Höhlenforscher                                                                                 | 95    |       |
| 9. September  | Joaquim Homs                                   | spanischer Komponist                                                                                            | 97    |       |
| 9. September  | Larry Hovis                                    | US-amerikanischer Schauspieler und Sänger                                                                       | 67    |       |
| 9. September  | Toshio Oida                                    | japanischer Jazzmusiker                                                                                         | 78    |       |
| 9. September  | Harry Pietzsch                                 | deutscher Schauspieler                                                                                          | 73    |       |
| 9. September  | Giovanni Risatti                               | italienischer Geistlicher, römisch-katholischer Bischof von Macapá                                              | 60    |       |
| 9. September  | Heinz Schneider                                | deutscher Kommunalpolitiker (SPD), Bürgermeister von Geretsried                                                 | 82    |       |
| 9. September  | Stephan Skalweit                               | deutscher Historiker                                                                                            | 89    |       |
| 9. September  | Edward Teller                                  | US-amerikanischer Physiker                                                                                      | 95    |       |
| 9. September  | Marthe Louise Vogt                             | deutsche Pharmakologin                                                                                          | 100   |       |
| 9. September  | Don Willesee                                   | australischer Politiker und Außenminister                                                                       | 87    |       |
| 10. September | Vítor Damas                                    | portugiesischer Fußballspieler (Torwart)                                                                        | 55    |       |
| 10. September | Marcel Decombis                                | luxemburgischer Pädagoge, Mitbegründer der Europäischen Schule Luxemburg                                        | 86    |       |
| 10. September | Rosaria Golsch                                 | österreichische Ordensgeistliche, Äbtissin von Marienkron                                                       |       |       |
| 10. September | Boris Meissner                                 | deutsch-baltischer Rechtswissenschaftler                                                                        | 88    |       |
| 10. September | Gerhard Weiser                                 | deutscher Politiker (CDU), MdL                                                                                  | 72    |       |
| 11. September | Ben Bril                                       | niederländischer Boxer                                                                                          | 91    |       |
| 11. September | Julio César Castro                             | uruguayischer Komiker und Erzähler                                                                              | 75    |       |
| 11. September | James Edward Fitzgerald                        | US-amerikanischer katholischer Bischof                                                                          | 64    |       |
| 11. September | Anna Lindh                                     | schwedische Politikerin (SAP), Mitglied des Riksdag                                                             | 46    |       |
| 11. September | John Ritter                                    | US-amerikanischer Schauspieler                                                                                  | 54    |       |
| 11. September | Herta Winkler                                  | österreichische Politikerin (SPÖ), Abgeordnete zum Nationalrat                                                  | 86    |       |
| 11. September | Eberhard Würzl                                 | österreichischer Musikforscher                                                                                  | 87    |       |
| 12. September | Johnny Cash                                    | US-amerikanischer Country-Sänger und -Songschreiber                                                             | 71    |       |
| 12. September | Claude Gagnière                                | französischer Autor                                                                                             | 75    |       |
| 12. September | Peter Gießner                                  | deutscher Fußballspieler und Fußball-Funktionär                                                                 | 62    |       |
| 12. September | Louis Lichtenfield                             | US-amerikanischer Spezialeffekttechniker                                                                        | 84    |       |
| 12. September | Grytzko Mascioni                               | Schweizer Schriftsteller und Journalist                                                                         | 66    |       |
| 12. September | Ray Merrick                                    | britischer Autorennfahrer                                                                                       | 85    |       |
| 12. September | Louis Rauwolf                                  | deutscher Karikaturist                                                                                          | 74    |       |
| 12. September | Derek Searle                                   | britischer Geograph                                                                                             | 75    |       |
| 12. September | Andy Starr                                     | US-amerikanischer Rockabilly-Sänger                                                                             | 70    |       |
| 13. September | Hermann Buschfort                              | deutscher Politiker (SPD), MdB                                                                                  | 75    |       |
| 13. September | Hans Frädrich                                  | deutscher Zoologe und Zoodirektor                                                                               | 66    |       |
| 13. September | Ninel Myschkowa                                | sowjetische Schauspielerin                                                                                      | 77    |       |
| 13. September | Frank O’Bannon                                 | US-amerikanischer Politiker                                                                                     | 73    |       |
| 13. September | Arthur Rowe                                    | englischer Leichtathlet                                                                                         | 67    |       |
| 13. September | Vojtěch Saudek                                 | tschechischer Komponist                                                                                         | 52    |       |
| 13. September | Wilhelm Simonis                                | deutscher Botaniker                                                                                             | 94    |       |
| 14. September | Walter Davy                                    | österreichischer Regisseur und Schauspieler                                                                     | 78    |       |
| 14. September | Wilfrid Emmett Doyle                           | kanadischer Geistlicher, Bischof von Nelson                                                                     | 90    |       |
| 14. September | Paul Fischer                                   | französischer Zoologe                                                                                           | 105   |       |
| 14. September | Garrett Hardin                                 | US-amerikanischer Mikrobiologe und Ökologe                                                                      | 88    |       |
| 14. September | Chen Kuen Lee                                  | deutscher Architekt chinesischer Herkunft                                                                       | 89    |       |
| 14. September | Geoffrey Francis Mayne                         | australischer Geistlicher, Militärbischof von Australien                                                        | 75    |       |
| 14. September | Henry Schmill                                  | deutscher Bergbauingenieur und Unternehmer in England                                                           |       |       |
| 14. September | John Serry senior                              | US-amerikanischer Akkordeon-Virtuose, Arrangeur, Komponist, Organist und Pädagoge                               | 88    |       |
| 14. September | Hans Stephani                                  | deutscher Gravitationsphysiker                                                                                  | 68    |       |
| 14. September | Karl Sutter                                    | deutscher Leichtathlet                                                                                          | 89    |       |
| 14. September | Fred Willamowski                               | deutscher Motorradsportler                                                                                      | 68    |       |
| 14. September | Kurt Heinrich Wolff                            | deutsch-US-amerikanischer Soziologe                                                                             | 91    |       |
| 15. September | Peter Cramer                                   | deutscher Geologe                                                                                               | 92    |       |
| 15. September | Egon Matzner                                   | österreichischer Volkswirtschaftler und Finanzwissenschaftler                                                   | 65    |       |
| 15. September | Sergio Ortega                                  | chilenischer Komponist und Pianist                                                                              | 65    |       |
| 15. September | Friedrich Wilhelm Singer                       | deutscher Chronist und Heimatforscher                                                                           | 85    |       |
| 16. September | Danny Marino                                   | italienisch-tunesischer Sänger                                                                                  | 67    |       |
| 16. September | Heinz Papenhoff                                | deutscher Fußballspieler                                                                                        | 79    |       |
| 16. September | Erich Strätling                                | deutscher Diplomat, Botschafter und Beamter                                                                     | 84    |       |
| 16. September | Adelmo Tacconi                                 | italienischer Geistlicher, katholischer Bischof von Grosseto                                                    | 87    |       |
| 16. September | Karl Thorwirth                                 | deutscher Gewerkschafter und Politiker (SPD), MdL                                                               | 80    |       |
| 16. September | Sheb Wooley                                    | US-amerikanischer Countrysänger und Schauspieler                                                                | 82    |       |
| 16. September | Alan C. Ziegler                                | US-amerikanischer Zoologe, Paläontologe und Ornithologe                                                         | 76    |       |
| 17. September | Wenzel Bredl                                   | deutscher Gewerkschafter und Politiker (SPD), MdB                                                               | 79    |       |
| 17. September | Ermanno Artale Ciancio                         | italienischer Ordensgeistlicher, Bischof von Huánuco                                                            | 70    |       |
| 17. September | Dennis Harold De Jong                          | sambischer Geistlicher, katholischer Bischof                                                                    | 72    |       |
| 17. September | Leendert Ginjaar                               | niederländischer Politiker (VVD), Minister und Universitätspräsident                                            | 75    |       |
| 17. September | Ken Gudman                                     | dänischer Schlagzeuger und Musiker                                                                              | 55    |       |
| 17. September | Erich Hallhuber                                | deutscher Volksschauspieler und Synchronsprecher                                                                | 52    |       |
| 17. September | Ljubica Marić                                  | serbische Komponistin                                                                                           | 94    |       |
| 17. September | Raymond Milton                                 | kanadischer Eishockeyspieler                                                                                    | 91    |       |
| 17. September | Paul Pfaffenbichler                            | österreichischer Architekt                                                                                      | 78    |       |
| 17. September | Robert J. Ryan Sr.                             | US-amerikanischer Diplomat                                                                                      | 89    |       |
| 18. September | Franz Josef Attems-Petzenstein                 | österreichischer Militär                                                                                        | 88    |       |
| 18. September | Robert G. Bartle                               | US-amerikanischer Mathematiker                                                                                  | 75    |       |
| 18. September | Erich Bäumler                                  | deutscher Fußballspieler                                                                                        | 73    |       |
| 18. September | Emil Fackenheim                                | deutsch-US-amerikanischer Philosoph                                                                             | 87    |       |
| 18. September | Marc Oltramare                                 | Schweizer Arzt und Politiker (PdA)                                                                              | 86    |       |
| 18. September | Sergei Walentinowitsch Smirnow                 | russischer Kugelstoßer                                                                                          | 43    |       |
| 18. September | Raimund Theis                                  | deutscher Romanist                                                                                              | 75    |       |
| 19. September | Dursun Akçam                                   | türkischer Schriftsteller in Deutschland                                                                        |       |       |
| 19. September | Anatol Bahatyrou                               | sowjetischer bzw. belarussischer Komponist                                                                      | 90    |       |
| 19. September | Richard Bein                                   | deutscher Nachrichtendienstler, Hauptabteilungsleiter im Ministerium für Staatssicherheit (MfS) der DDR         | 83    |       |
| 19. September | Slim Dusty                                     | australischer Country-Sänger und -Songwriter                                                                    | 76    |       |
| 19. September | Willibald Gawlik                               | deutscher klassischer Homöopath                                                                                 | 84    |       |
| 19. September | Kenneth E. Hagin                               | US-amerikanischer Prediger                                                                                      | 86    |       |
| 19. September | Franz Karg von Bebenburg                       | deutscher rechtsextremer Verleger                                                                               | 93    |       |
| 19. September | Karl Kromer                                    | österreichischer Prähistoriker                                                                                  | 79    |       |
| 19. September | Günter Lampe                                   | deutscher Komponist                                                                                             | 78    |       |
| 19. September | Frank Lowe                                     | US-amerikanischer Jazzsaxophonist                                                                               | 60    |       |
| 19. September | Jim Thompson                                   | britischer anglikanischer Theologe und Bischof von Bath und Wells                                               | 67    |       |
| 19. September | Mario Zanchin                                  | italienischer Geistlicher, Bischof von Fidenza                                                                  | 90    |       |
| 20. September | Josef Anselm Graf Adelmann von Adelmannsfelden | deutscher Theologe                                                                                              | 78    |       |
| 20. September | Johnny Best                                    | US-amerikanischer Jazzmusiker                                                                                   | 89    |       |
| 20. September | Robert Blake, Baron Blake                      | britischer Neuzeithistoriker und Hochschullehrer                                                                | 86    |       |
| 20. September | Tom Busby                                      | kanadischer Schauspieler                                                                                        | 66    |       |
| 20. September | Lorenzo Calonga                                | paraguayischer Fußballspieler                                                                                   | 74    |       |
| 20. September | Helmut Eisendle                                | österreichischer Psychologe und Schriftsteller                                                                  | 64    |       |
| 20. September | Ken Khouri                                     | jamaikanischer Entrepreneur und Musikproduzent                                                                  |       |       |
| 20. September | Gordon Mitchell                                | US-amerikanischer Schauspieler                                                                                  | 80    |       |
| 20. September | Simon Muzenda                                  | simbabwischer Politiker                                                                                         | 80    |       |
| 20. September | Jochen Schlobach                               | deutscher Romanist                                                                                              | 65    |       |
| 20. September | Daniel Tomasella                               | brasilianischer Ordensgeistlicher, römisch-katholischer Bischof von Marília                                     | 80    |       |
| 20. September | Gareth Wyn Williams                            | britischer Politiker                                                                                            | 62    |       |
| 21. September | Giovanni Bianchi                               | italienischer Geistlicher, Bischof von Pescia                                                                   | 85    |       |
| 21. September | Sonora Carver                                  | US-amerikanische Reiterin                                                                                       | 99    |       |
| 21. September | Gerhard Kosel                                  | deutscher Architekt und Präsident der Bauakademie                                                               | 94    |       |
| 21. September | Robert H. Lochner                              | US-amerikanischer Journalist und Übersetzer                                                                     | 84    |       |
| 21. September | Willy Schmidt                                  | deutscher Gewerkschaftsfunktionär und Widerstandskämpfer                                                        | 92    |       |
| 22. September | Arturo Ardao                                   | uruguayischer Philosoph, Historiker und Journalist                                                              | 90    |       |
| 22. September | Walter Barthel                                 | deutscher Journalist und Doppelagent                                                                            | 71    |       |
| 22. September | Helmut Bärwald                                 | deutscher Politiker (SPD), Leiter des Ostbüros der SPD in den 1960er und 1970er Jahren                          | 75    |       |
| 22. September | Heinz Baumert                                  | deutscher Filmwissenschaftler                                                                                   | 81    |       |
| 22. September | Carlos Cubillos                                | chilenischer Fußballspieler                                                                                     | 73    |       |
| 22. September | Gordon Jump                                    | US-amerikanischer Schauspieler                                                                                  | 71    |       |
| 22. September | Richard Lankford                               | US-amerikanischer Politiker                                                                                     | 89    |       |
| 22. September | Wolfgang Peters                                | deutscher Fußballspieler                                                                                        | 74    |       |
| 22. September | Helmut Roth                                    | deutscher Prähistoriker                                                                                         | 62    |       |
| 22. September | Klaus Thalhammer                               | österreichischer Bankmanager                                                                                    | 60    |       |
| 22. September | Wilhelm Weyrauch                               | deutscher Regionalgeschichtsforscher und Kommunalpolitiker in Bensheim                                          | 89    |       |
| 23. September | Paul Almásy                                    | französischer Reportage-Fotograf ungarischer Herkunft                                                           | 97    |       |
| 23. September | Zofia Chądzyńska                               | polnische Autorin und literarische Übersetzerin                                                                 | 91    |       |
| 23. September | Ronnie Dawson                                  | US-amerikanischer Sänger                                                                                        | 64    |       |
| 23. September | Simcha Dinitz                                  | israelischer Politiker                                                                                          | 74    |       |
| 23. September | Charlotte Fritz                                | österreichische Gerechte unter den Völkern                                                                      | 85    |       |
| 23. September | Helge Häger                                    | deutsche Ingenieurin, Generaldirektorin des BKK Bitterfeld, MdV                                                 | 65    |       |
| 23. September | Joachim Klaiber                                | deutscher Opernintendant und -regisseur                                                                         | 95    |       |
| 23. September | Theodore R. Kupferman                          | US-amerikanischer Jurist und Politiker                                                                          | 83    |       |
| 23. September | Bernhard Schmidt                               | deutscher Arzt, Hygieniker und Hochschullehrer                                                                  | 97    |       |
| 24. September | Yoshinobu Ashihara                             | japanischer Architekt                                                                                           | 85    |       |
| 24. September | Lyle Bettger                                   | US-amerikanischer Charakter-Schauspieler                                                                        | 88    |       |
| 24. September | Ernst Günther Bleisch                          | deutscher Lyriker                                                                                               | 89    |       |
| 24. September | Virgil Boekelheide                             | US-amerikanischer Chemiker                                                                                      | 84    |       |
| 24. September | Wilhelm Michel Ellis                           | niederländischer römisch-katholischer Geistlicher, Bischof von Willemstad                                       | 76    |       |
| 24. September | Hugh Gregg                                     | US-amerikanischer Politiker                                                                                     | 85    |       |
| 24. September | Benson Masya                                   | kenianischer Langstreckenläufer                                                                                 | 33    |       |
| 24. September | Derek Prince                                   | englischer Prediger, Bibellehrer                                                                                | 88    |       |
| 24. September | Robert Richtmyer                               | US-amerikanischer Physiker und Mathematiker                                                                     | 92    |       |
| 24. September | Tiway Sayion                                   | taiwanischer Ethno-Aktivist                                                                                     | 71    |       |
| 24. September | Ernest Stoeffler                               | deutsch-US-amerikanischer methodistischer Theologe und Kirchenhistoriker                                        | 91    |       |
| 25. September | Tom Casey                                      | australischer Politiker (South Australia)                                                                       | 82    |       |
| 25. September | Herb Gardner                                   | US-amerikanischer Cartoonist, Dramatiker und Drehbuchautor                                                      | 68    |       |
| 25. September | Josef Guggenmos                                | deutscher Lyriker und Kinderbuchautor                                                                           | 81    |       |
| 25. September | Aqila al-Haschimi                              | irakische Politikerin                                                                                           |       |       |
| 25. September | Birgit Jürgenssen                              | österreichische Fotografin und Zeichnerin                                                                       | 54    |       |
| 25. September | Franco Modigliani                              | italienisch-US-amerikanischer Wirtschaftswissenschaftler                                                        | 85    |       |
| 25. September | Donald Nicol                                   | britischer Byzantinist und Neogräzist                                                                           | 80    |       |
| 25. September | George Plimpton                                | US-amerikanischer Schriftsteller und Förderer junger Schriftsteller                                             | 76    |       |
| 25. September | Edward Said                                    | US-amerikanischer Literaturtheoretiker und -kritiker palästinensischer Herkunft                                 | 67    |       |
| 25. September | Juri Alexandrowitsch Senkewitsch               | sowjetisch-russischer Arzt, Fernsehmoderator und Autor                                                          | 66    |       |
| 25. September | Josef Wagner                                   | Schweizer Radsportler                                                                                           | 87    |       |
| 26. September | Kerim Afşar                                    | türkischer Schauspieler und Synchronsprecher                                                                    | 73    |       |
| 26. September | Vincent Humbert                                | französischer Autor, dessen Tragödie in Frankreich eine Debatte über das Thema Sterbehilfe entfachte            | 22    |       |
| 26. September | Günter Kahle                                   | deutscher Historiker                                                                                            | 76    |       |
| 26. September | Nawabzada Nasrullah Khan                       | pakistanischer Politiker                                                                                        |       |       |
| 26. September | Władysław Kozaczuk                             | polnischer Oberst und Historiker                                                                                | 79    |       |
| 26. September | Augustinus Franz Kropfreiter                   | österreichischer Komponist und Organist                                                                         | 67    |       |
| 26. September | Erich Lamprecht                                | deutscher Mathematiker und Hochschullehrer                                                                      | 77    |       |
| 26. September | Shawn Lane                                     | US-amerikanischer Rock- und Fusiongitarrist                                                                     | 40    |       |
| 26. September | Robert Palmer                                  | britischer Musiker                                                                                              | 54    |       |
| 27. September | Hans Bucka                                     | deutscher Schriftsteller und Heimatforscher                                                                     | 90    |       |
| 27. September | Paul Burlison                                  | US-amerikanischer Rockabilly-Gitarrist                                                                          | 74    |       |
| 27. September | Alois Hürlimann                                | Schweizer Politiker (Katholisch-Konservative)                                                                   | 86    |       |
| 27. September | Jean Lucas                                     | französischer Automobilrennfahrer                                                                               | 86    |       |
| 27. September | Donald J. Mitchell                             | US-amerikanischer Politiker                                                                                     | 80    |       |
| 27. September | Donald O’Connor                                | US-amerikanischer Schauspieler und Tänzer                                                                       | 78    |       |
| 27. September | Friedrich Prinz                                | deutscher Historiker und Hochschullehrer                                                                        | 74    |       |
| 27. September | Hubert Kern                                    | österreichischer Musiker                                                                                        | 68    |       |
| 27. September | Claus Weyrosta                                 | deutscher Politiker (SPD), MdL                                                                                  | 78    |       |
| 27. September | Joe Wildon                                     | deutscher Zauberkünstler, Erfinder, Hersteller und Händler von Zauberartikeln, Autor und Verleger               | 81    |       |
| 27. September | Wendy Wyland                                   | US-amerikanische Wasserspringerin                                                                               | 38    |       |
| 27. September | Masahiro Yoshimura                             | japanischer Schwimmer                                                                                           | 66    |       |
| 28. September | Hanns Adrian                                   | deutscher Architekt und Stadtplaner                                                                             | 72    |       |
| 28. September | Olle Anderberg                                 | schwedischer Ringer                                                                                             | 84    |       |
| 28. September | Gene Casey                                     | US-amerikanischer Jazzpianist, Komponist und Arrangeur                                                          | 70    |       |
| 28. September | Hans Fischer                                   | deutscher Altersturner                                                                                          | 82    |       |
| 28. September | Christopher Foxley-Norris                      | britischer Offizier der Luftstreitkräfte des Vereinigten Königreichs                                            | 86    |       |
| 28. September | Althea Gibson                                  | US-amerikanische Tennisspielerin                                                                                | 76    |       |
| 28. September | Elia Kazan                                     | US-amerikanischer Regisseur und Schriftsteller                                                                  | 94    |       |
| 28. September | George Odlum                                   | lucianischer Politiker                                                                                          | 69    |       |
| 28. September | Marshall Rosenbluth                            | US-amerikanischer Physiker                                                                                      | 76    |       |
| 28. September | Jean Simon                                     | französischer Militär                                                                                           | 91    |       |
| 28. September | Walter Toman                                   | österreichischer Tiefenpsychologe und Neurologe                                                                 | 83    |       |
| 29. September | Boris Pawlowitsch Karamyschew                  | russischer Komponist und Dirigent                                                                               | 88    |       |
| 29. September | Manfred Pfeifer                                | deutscher Fußballspieler und -trainer                                                                           | 69    |       |
| 29. September | Wesley Tuttle                                  | US-amerikanischer Country-Musiker                                                                               | 85    |       |
| 29. September | Beatrice Blyth Whiting                         | US-amerikanische Anthropologin                                                                                  | 89    |       |
| 30. September | Klaus Bendixen                                 | deutscher Maler und Kunsthochschulprofessor                                                                     | 78    |       |
| 30. September | Eddie Gladden                                  | US-amerikanischer Musiker                                                                                       | 65    |       |
| 30. September | Xaver Hafer                                    | deutscher Flugzeugkonstrukteur                                                                                  | 87    |       |
| 30. September | Robert Kardashian                              | US-amerikanischer Strafverteidiger und Unternehmer                                                              | 59    |       |
| September     | Otar Kalandarischwili                          | georgisch-sowjetischer Architekt                                                                                | 78    |       |
| September     | Erika Schmid                                   | deutsche Widerständlerin                                                                                        |       |       |